# Sauze d'Oulx
Sauze d'Oulx (okcitansko Sause) je vas, ki ima 982 prebivalcev in je od Torina oddaljena 80 km. Gostovala je tekmovanja v akrobatskem smučanju na zimskih olimpijskih igrah 2006.
Že od začetka 19. st. je Sauze d'Oulx destinacija za torinske aristokrate. Najbolj priljubljeno je zimsko središče Sportinia.